# 안도치
안도치(安都赤: 미상∼1363년 4월 15일(윤3월 1일))는 고려시대의 환관이다.

## 이력
공민왕은 홍건적의 난을 피해서 경상북도 안동까지 피난했다. 그 뒤 홍건적이 물러가고 전황이 수습되자 경기도 개풍군에 있던 흥왕사에 머물렀다. 이때 순군만호 김용이 반란을 일으켜 흥왕사를 습격했다. 공민왕을 시종하고 있던 환관 안도치는 외모가 공민왕과 비슷했다. 이강달은 왕을 업고 창문을 통해 달아났으며, 안도치 자신이 대신 공민왕의 침전에 누워 있다가 공민왕으로 잘못 안 반란자들에게 살해되었다.

## 안도치가 등장하는 작품
- 《개국》(KBS, 1983년~1983년 배우:김동완)

## 전기 자료
- 《고려사》 권122, 〈열전〉35, [환자(宦者)], 안도치